# Font de la Fruita
La Font de la Fruita és una obra del municipi de Montblanc (Conca de Barberà) inclosa en l'Inventari del Patrimoni Arquitectònic de Catalunya.

## Descripció
Es tracta d'una font, possiblement del segle xix, aprofitada i reconstruïda amb un afegit del segle XX realitzat en rajoles. La font primitiva consta d'una peça de pedra, de figura senzilla i nua.

## Història
Reconstruïda l'any 1981 segons el projecte de M. Solé i realització al Mas de l'Era de Senan.